# Ancylobotrys
- Commons
- Wikispecies

Ancylobotrys Pierre  é um género botânico pertencente à família Apocynaceae.

## Sinonímia
- Ancylobothrys  Pierre, var. ort.

## Espécies
| - Ancylobothrys amoena - Ancylobothrys brevituba - Ancylobothrys capensis - Ancylobothrys gabonensis - Ancylobothrys mammosa - Ancylobothrys petersiana - Ancylobothrys pyriformis | - Ancylobothrys reticulata - Ancylobothrys robusta - Ancylobothrys rotundifolia - Ancylobothrys scandens - Ancylobothrys tayloris - Ancylobothrys trichantha |